# Peperomia regelii
Peperomia regelii é uma espécie de planta do gênero Peperomia e da família Piperaceae. 

## Taxonomia
A espécie foi descrita em 1869 por Casimir de Candolle. 

## Forma de vida
É uma espécie epífita, rupícola e herbácea. 

## Descrição
| Caule            | Caule                       |
| ---------------- | --------------------------- |
| crescimento      | ascendente                  |
| tricoma          | presente                    |
| forma            | cilíndrico                  |
| Folha            |                             |
| filotaxia        | verticilada                 |
| tricoma          | ausente/presente na abaxial |
| glândula         | conspícuo                   |
| consistência     | coriácea                    |
| forma            | ovada                       |
| base             | aguda/cuneada               |
| ápice            | arredondado                 |
| nervação         | camptódroma                 |
| margem           | glabra/com tricoma          |
| Inflorescência   |                             |
| tipo             | espiga                      |
| raque            | lisa                        |
| raque            | glabra                      |
| Fruto            |                             |
| forma            | desconhecida                |
| ápice            | desconhecido                |
| pseudo cúpula    | ausente                     |
| pedicelo         | desconhecido                |
| posição na raque | desconhecida                |

## Conservação
A espécie faz parte da Lista Vermelha das espécies ameaçadas do estado do Espírito Santo, no sudeste do Brasil. A lista foi publicada em 13 de junho de 2005 por intermédio do decreto estadual nº 1.499-R. 

## Distribuição
A espécie é encontrada nos estados brasileiros de Espírito Santo, Minas Gerais e Rio de Janeiro. 
Em termos ecológicos, é encontrada no domínio fitogeográfico de Mata Atlântica, em regiões com vegetação de floresta ombrófila pluvial.